# KICK BACK (米津玄师歌曲)
《KICK BACK》是日本歌手米津玄師的第13張單曲CD，2022年10月12日起於網上發行，2022年11月23日發行CD。A面曲《KICK BACK》是電視動畫《鏈鋸人》的片頭曲，米津玄師作詞兼作曲，米津和常田大希共同編曲。經淳君同意，《KICK BACK》中採用了他在2002年為早安少女組。創作的《是啊！We're ALIVE》（そうだ! We're ALIVE）中的一句歌詞「努力／未來／A BEAUTIFUL STAR」。

## 外部連結
- 唱片公司官方網站
- 音樂影片 - YouTube
- 電視動畫《鏈鋸人》片頭動畫 - YouTube